# Enrique Serrano Escobar
Enrique Serrano Escobar (Altar, Sonora; 14 de mayo de 1958) es un economista y político mexicano. Fue presidente municipal de Juárez, Chihuahua; diputado local y diputado federal; y presidente del Congreso del Estado de Chihuahua. Fue candidato del Partido Revolucionario Institucional a la Gubernatura de Chihuahua.

## Biografía
Nació en Altar, Sonora y a los quince días de nacido llegó a Ciudad Juárez donde su familia estaba establecida. Está casado con Virginia Gaytán con quien procreó a dos hijos: Enrique y Ana Cristina.
Su educación básica la realizó en el municipio de Juárez. Es egresado de la Licenciatura en Administración Pública y Ciencia Política por la Facultad de Ciencias Políticas y Sociales de la Universidad Autónoma de Chihuahua y al mismo tiempo estudió la carrera de economía en la Universidad Autónoma de Ciudad Juárez. Cuenta con una maestría en administración por la Escuela de Graduados en Administración y Dirección de Empresas del Tecnológico de Monterrey.
Ha sido miembro de distintas organizaciones sociales y profesionales, entre ellas: el Club Rotario, el Colegio Nacional de Economistas, del Instituto Político Nacional de Administradores Públicos y la Liga de Economistas Revolucionarios. También es miembro fundador de la asociación civil Unidad y Participación y presidente fundador de la asociación civil Atención y Desarrollo Familiar.
Durante los noventa y la primera década de los años 2000, fue empresario de distintos ramos y se desempeñó como accionista y Presidente del Consejo de Administración de Helados Yogui y accionista y Secretario del Consejo de Administración de Viva México Internacional. Dentro de su carrera empresarial fue socio de la Cámara Nacional de Comercio, Servicios y Turismo, la Cámara Nacional de la Industria de la Transformación y la Cámara Nacional de la Industria de Restaurantes y Alimentos Condimentados.
Adicionalmente se ha desarrollado como docente en la Universidad Autónoma de Chihuahua y en la Universidad Autónoma de Ciudad Juárez.

## Inicios en la vida pública
Su acercamiento en la vida pública inició desde su etapa estudiantil cuando fue presidente de la Sociedad de Alumnos de la Preparatoria Federal Diurna del Chamizal y Vicepresidente fundador de la Federación Estudiantil Juarense.
Se afilió al Partido Revolucionario Institucional en 1979 donde se ha desempeñado en distintos cargos, entre ellos: consejero político nacional, estatal y municipal; secretario de finanzas del comité municipal de Juárez; directivo de la Fundación Colosio en su municipio y coordinador estatal de la campaña presidencial de Enrique Peña Nieto.
En el sector gubernamental ha fungido como Oficial Mayor del Ayuntamiento de Juárez, Secretario Particular del Presidente Municipal de Juárez, Subdelegado del Instituto Mexicano de Comercio Exterior y asesor técnico de la Secretaría de Comercio y Fomento Industrial y de la Secretaría de Programación y Presupuesto.

## Diputado federal
En las elecciones federales de 2006 participó como candidato de la Alianza por México (Partido Revolucionario Institucional y Partido Verde Ecologista de México) a diputado federal por el Distrito 1 resultando elegido con el 38.29 por ciento de los votos emitidos.
Inició sus funciones como legislador de la LX Legislatura del Congreso de la Unión el 1 de septiembre de 2006 en donde fungió como secretario de la comisión de economía e integrante de las comisiones de presupuesto y cuenta pública, de fomento cooperativo y economía social, especial de la región cuenca de Burgos, de vigilancia de la Auditoría Superior de la Federación y especial para conocer las responsabilidades y origen de la tragedia de la mina de carbón de Pasta de Conchos en el municipio de San Juan de Sabinas, Coahuila. También fue presidente del Grupo de Amistad México-China.

## Diputado local
Durante las elecciones estatales de 2010 fue candidato del Partido Revolucionario Institucional a diputado local por el VIII Distrito Local, siendo elegido por el 49.51% de los sufragios emitidos.
El 1 de octubre de 2010 rindió protesta como integrante de la LXIII Legislatura Estatal, en la que fue elegido como coordinador de la bancada priista, integrante de la Junta de Coordinación Parlamentaria y Presidente del Congreso del Estado de Chihuahua.
El 22 de marzo de 2013 se le otorgó licencia para participar en las elecciones estatales de ese año.

## Alcalde de Juárez
Al día siguiente de recibida su licencia como diputado local, se registró como precandidato de su partido a Alcalde de Ciudad Juárez. Realizó su precampaña durante de abril 2013 y fue elegido candidato a finales de ese mes.
Una vez registrado ante la autoridad electoral, inició su campaña el 30 de mayo del mismo año bajo las siglas del Partido Revolucionario Institucional, el Partido Verde Ecologista de México y Nueva Alianza. El resultado de la elección municipal lo favoreció con el 53.90% de los votos.
Fue nombrado vicepresidente de municipios fronterizos de la Federación Nacional de Municipios de México y presidente de la Asociación de Alcaldes de la Frontera Norte.
Inició su periodo como presidente municipal el 10 de octubre de 2013. Solicitó licencia al cargo el 3 de diciembre de 2015 para buscar la candidatura de su partido a la gubernatura del estado.

## Candidato a Gobernador
El 11 de diciembre de 2015, en la sede nacional del Partido Revolucionario Institucional se reunieron todos los aspirantes priistas a gobernador con la diligencia nacional del partido para firmar un pacto de unidad rumbo a la designación del candidato. Días después, se informó oficialmente que los sectores y organizaciones del partido habían decidido apoyarlo como precandidato único. Posteriormente, el partido emitió la convocatoria para la selección de candidato que lo representaría en las elecciones estatales, siendo Serrano el único que presentó su registro. Serrano inició precampaña el 11 de febrero de 2016 y la concluyó semanas después. Fue ratificado candidato el 12 de marzo del mismo año. Sin embargo, Enrique Serrano perdió la elección del 5 de junio de 2016 frente al candidato del Partido Acción Nacional, Javier Corral Jurado por un amplio margen, y pese a que horas después de que la tendencia del Programa de Resultados Preliminares no le dieron la ventaja se autodeclaró ganador de la elección. Luego de ello y al finalizar el cómputo electoral, Serrano fue derrotado por Javier Corral Jurado con una diferencia de más de 100 mil votos, siendo así Serrano el segundo priista en perder la gubernatura del estado en la historia.